# Ex universa theologia
Ex universa theologia (łac. „z całej teologii”) – tradycyjna nazwa egzaminu podsumowującego studia teologiczne, obejmującego całość wykładanego materiału i uprawniającego do uzyskania podstawowego stopnia akademickiego.
W XIII wieku na Uniwersytecie Paryskim wykształciła się tradycja nadawania stopni akademickich magistrom (wykładowcom), do których należały: bakalaureat, licencjat i doktorat. Od samego początku uzyskanie pierwszego stopnia związane było z egzaminem z całości wykładów. Po zdanym egzaminie bakalaureat miał prawo odczytywania w audytorium wykładów swojego mistrza lub powtarzania ich samodzielnie mniej zdolnym studentom. Ponadto bakalaureat miał prawo prowadzenia ćwiczeń (baccalaurei curentes) oraz w wielkim poście dysput (determinationes). Na wydziałach teologicznych bakalaureat prowadzący odczyty z Biblii nazywany był baccalaureus biblicus. Baccalaureus biblicus, który przeprowadził wykład z Quattuor Libri Sententiarum Piotra Lombarda otwierał sobie drogę do uzyskania stopnia licencjata i nazywany był baccalaureus sententiarum.
Współczesne zasady studiów teologii katolickiej i nadawania stopni akademickich z teologii reguluje konstytucja apostolska Jana Pawła II Sapientia christiana (1979). W myśl tego dokumentu, na wydziałach kościelnych, zachowany został średniowieczny system trzech stopni akademickich. Uzyskanie stopnia bakalaureatu teologii możliwe jest po ukończeniu dziesięciu semestrów wykładów z teologii (minimum sześciu, jeżeli poprzedziły je 4 semestry filozofii) oraz po zdaniu egzaminu z całości wykładanego materiału. Konstytucja, jak również jej wykładnia przeprowadzona przez Kongregację ds. Wychowania Katolickiego dopuszcza zamiast egzaminu z całości materiału inny sprawdzian równorzędny. Podobnie nazwa pierwszego stopnia akademickiego może zostać zastąpiona przez inną, przyjętą statutami wydziału teologicznego (np. magister). Bakalaureat nie może wykładać na wydziałach teologicznych i w seminariach duchownych. Może natomiast pełnić urzędy i nauczać teologii zgodnie z decyzją własnego biskupa, np. świecki – katechizować, duchowny – głosić homilie (→misja kanoniczna).
W Polsce Komisja Akredytacyjna zaleca odstąpienie od stosowania odrębnego egzaminu Ex universa theologia, ponieważ nie jest on uzasadniony przepisami państwowymi i jednocześnie dubluje równoważny egzamin magisterski.